# Duša u egipatskoj mitologiji
Stari Egipćani su čovječju dušu razvrstavali u pet klasa: ren, ba (b3), ka, sheut i ib. Duša koja u čovjeku prebiva, vjerovalo se, zvala se ha, u množini haw.

## Podrijetlo imena
Najvažniji dio duše je za Egipćane bio ib (ab), srce, a ono je ključ zagrobnog života. U Knjizi mrtvih se opisuje kako će se na Sudu bogova, u Duatu, srce mjeriti kako bi se dokazala nevinost čovjeka. Mjerenje provodi Anubis, uz pomoć Thotha koji zapisuje rezultat. Ako srce teži jednako kao i pero božice Ma'at ili Majet, koja personificira sklad i istinu, duša može prijeći do Ozirisa i dobiti novi, vječni život. U slučaju da duša padne na ispitu, proždrijet će ju Ammut, Neman, zvijer iz podzemlja.
Sheuet ili sjena je uvijek prisutna kod čovjeka. Po vjerovanju Egipćana, sjene i ljudi su uvijek povezani te su zajedno. Zato se katkad mislilo da su slike bogova, ako su izrađene jednom bojom, zapravo sjene tih bogova i vjerovalo se da je Anubis gospodar sjene i da se u njoj skriva. Ren ili ime produžuje život i ključno jer se po njemu osoba prepoznaje. Kartuše su imena kraljeva te su zaštićena unutar ovalnih oblika. Ako netko nekom ime izbriše, ta osoba prestaje postojati.

## Ba, ka i akh
Prvi elementi duše su povezani sa životom, dok se drugi smatraju uglavnom pogrebnima. Ba je dio duše nakon smrti, a ponekad je smatrana samom dušom nakon smrti. Primjerice, čaplja Bennu je Raova ba. Ba je ponekad portretirana u obliku ptice ljudske glave koja leti iz groba ili napušta tijelo. Ba se prvi put spominje u Tekstovima piramida, u Starom kraljevstvu. Ka, životna sila je sila svega živoga, a stvorio ju je Hnum, bog-ovan koji stvara ljude na lončarskom kolu i stavlja ih u utrobe njihovih majka. Ka je trebala piće i hranu i nakon smrti, a za to se brinula Hathor na zapadu. Akh je dio duše, a nastaje nakon suđenja i može poprimiti fizička obilježja, pa čak i postati duh koji se prima među bogove.

## Sudbina duše
Sudbina duše ovisi o njezinim djelima na Zemlji. Ako duša prođe ispit, Horus ju vodi do Ozirisa, kraj kojega sjede Izida i Neftis, njegove sestre. Oziris daje čovjeku kuću i vrt, te se čovjek smije nastaniti u njoj i uživati. On ima i neke obaveze, naime mora sijati žito, održavati kanale za navodnjavanje i služiti Ozirisu. Naime, Oziris je također faraon, ali Duata. Osoba koja padne na ispitu postat će žrtva čudovišne Ammut, koja ju pojede. Spominje se i da postoje druga stvorenja koja se hrane dušama, primjerice zmija Apop koju svladava Set svake noći. Poslije se mijenja vjerovanje u zagrobni život. Tako se više ne vjeruje da je Duat podzemlje, nego dio neba u kojem žive bogovi i zvijezde. Ljudske duše mogu s njima prebivati i sjediniti se s njima. Također, duša se može pridružiti Rau dok plovi podzemljem. Kad Ra dođe do Ozirisa, preuzme duše k sebi, te ih odvede na nebo, dok neke ostaju u njegovoj lađi danju i noću.